# Дендропарк Маяцького лісництва

Дендропа́рк Мая́цького лісни́цтва — парк, пам'ятка садово-паркового мистецтва. Розташований у Краматорському районі Донецької області. Статус пам'ятника садово-паркового мистецтва присвоєно рішенням облвиконкому № 310 21 червня 1972 . Площа — 1,5 га. З дендропарком працює Маяцьке лісництво.
У 1957 році парк був закладений лісничим Савченко І.М. і його помічником Кухаренко В.П. В парку сформовані мальовничі композиції і куточки відпочинку з деревинно-кущових насаджень. В межах парку також розташовані скульптури, мініатюри і декоративні архітектурні споруди.
У дендропарку росте більше 20 порід рідкісних дерев: гледичія, катальпа звичайна, церцис європейський. Дерева представляють флору різних регіонів світу Америки, Далекого Сходу, Кавказу, Криму, Малої Азії і Середземномор'я.
З 1997 року дендропарк Маяцького лісництва входить до складу Національного природного парку Святі гори.